# Флаг Пошехонского района
Флаг Пошехо́нского муниципального района Ярославской области Российской Федерации.
Флаг был утверждён 24 августа 2000 года как флаг муниципального образования Пошехонский муниципальный округ, который после муниципальной реформы был преобразован в Пошехонский муниципальный район. 27 июля 2006 года, решением Собрания депутатов Пошехонского муниципального района № 155, данный флаг был утверждён в качестве официального символа Пошехонского муниципального района.

## Описание флага
«Флаг Пошехонского муниципального округа представляет собой прямоугольное полотнище светло-зелёного цвета, посередине которого помещается Герб Пошехонского муниципального округа. Отношение ширины флага к его длине 1:1,4».

## Символика флага
Герб Пошехонского муниципального района, изображённый на флаге, представляет собой представляет собой изображение щита золотистого поля с соотношением сторон 1:1,125, перекрещённого по диагонали зубчатыми полосами зелёного цвета. В середине, в серебряном щите, герб Ярославской губернии — изображение медведя с секирой.